# Kanton Savenay
Der Kanton Savenay (bretonisch Kanton Savenneg) ist ein ehemaliger, bis 2015 bestehender französischer Wahlkreis im Arrondissement Saint-Nazaire, im Département Loire-Atlantique und in der Region Pays de la Loire; sein Hauptort war Savenay. Letzter Vertreter im Generalrat des Départements war von 2011 bis 2015 Lénaïck Leclair (PS).
Der Kanton Savenay umfasste Wahlberechtigte aus acht Gemeinden:
| Gemeinde           | Bretonisch     | Einwohner (2012) | Fläche (km²) | Code postal | Code Insee |
| ------------------ | -------------- | ---------------- | ------------ | ----------- | ---------- |
| Bouée              | Bozeg          | 892              | 21,34        | 44260       | 44019      |
| Campbon            | Kambon         | 3866             | 49,20        | 44750       | 44025      |
| La Chapelle-Launay | Chapel-ar-Wern | 2803             | 24,82        | 44260       | 44033      |
| Lavau-sur-Loire    | Gwal-Liger     | 750              | 16,22        | 44260       | 44080      |
| Malville           | Kerwall        | 3252             | 31,24        | 44260       | 44089      |
| Prinquiau          | Prevenkel      | 3289             | 22,82        | 44260       | 44137      |
| Quilly             | Killig         | 1334             | 17,67        | 44750       | 44139      |
| Savenay            | Savenneg       | 7945             | 26,00        | 44260       | 44195      |
| Kanton             |                | 24.131           | 209,93       | –           | 4443       |